# Sterrhochaeta flexilinea
Sterrhochaeta flexilinea là một loài bướm đêm trong họ Geometridae.